# CloneCD
CloneCD — программа для эмуляции оптических приводов, копирования и сохранения в файл образов аудио и цифровых компакт-дисков.
Начиная с 5-й версии также поддерживаются DVD.
Образы записываются в файлы с расширением *.ccd в собственном формате, понимаемом многими программами для записи дисков и эмуляции оптических приводов.
Первоначально программа распространялась швейцарской компанией Elaborate Bytes, однако, из-за принятия новых законов об авторском праве Европейского союза, Elaborate Bytes были вынуждены прекратить продажу. Разработка перешла к компании Slysoft, зарегистрированной на Антигуа и Барбуде, чьё законодательство не содержит запрета на обход DRM, которая, в свою очередь, прекратила существование 22 февраля 2016 года. В настоящее время разработку программы ведёт RedFox Project, состоящая из бывших сотрудников Slysoft

## Системные требования
- IBM совместимый персональный компьютер с микропроцессором Pentium-класса.
- ОС Windows 95(OSR2) с 32 MB ОЗУ, Windows 98/ 98SE / ME с 64 MB ОЗУ, Windows NT 4.0 с установленным Service Pack 4 или лучше, Windows 2000 или Windows XP с 128 MB ОЗУ.
- Под Windows NT, Windows 2000 или Windows XP для установки требуются права администратора системы.
- CloneCD использует систему справки Microsoft HTML. Эта система работает с установленным Internet Explorer 4 или выше.
- CD/DVD-читающий привод и / или CD/DVD-пишущий привод.